# Tidshantering
Tidshantering åsyftar färdigheter, hjälpmedel, tekniker och processer för att slutföra aktiviteter, uppgifter och projekt och uppnå mål. Detta inbegriper planering, prioritering, schemaläggning, resursallokering, målformulering, delegering, tidsstudier, övervakning, ledarskap och organisationsteori. Ursprungligen åsyftade tidshantering enbart näringsliv och yrkesarbete, men med tiden har begreppet även kommit att tillämpas på personlig tidshantering inom studier och privatliv. de flesta människor som hjälper med tidshantering kan inte själv heller mycket om ämnet.

## Tillämpningar
Tidshantering studeras inom följande områden:
- Projektledning, särskilt projektplanering och projektschemaläggning.
- Kvalitetsteknik, exempelvis tidsstudier
- Ledarskap
- Studieteknik
- Kognitiv beteendeterapi (KBT) som omfattar metoder för färdighetsträning i tidshantering vid patologisk prokrastinering, det vill säga dysfunktionellt uppskjutarbeteende.
- Uppmärksamhetshantering

### Personlig tidshantering
Författaren Stephen R. Covey kategoriserar de hundratals metoder för personlig tidshantering som att ha utvecklats enligt följande: 
- Första generationen: klockor, tidur och datorprogram används för påminnelser om tidsgräns. Under en tid kan man även föra journal över sin tidsanvändning.
- Andra generationen: dela upp aktiviteter i små delaktiviteter och planera in aktiviteterna i en kalender eller i ett Gantt-schema. Även förberedelsetid till möten, egna studier, osv, bör planeras in i kalendern.
- Tredje generationen: identifiera och prioritera mål och aktiviteter i att-göra-listor (aktivitetslistor) och handlingsplaner med hjälp av en personlig planerare (pappersbaserad eller elektronisk). Aktiviteter kan rangordnas genom sortering, numrering eller kategorisering i A, B och C beroende på hur viktiga eller brådskande de är. Aktivitetslistor kan skapas för dagar, veckor, månader, osv. Vissa författare betonar även utvärdering av planernas uppfyllande.
- Fjärde generationen: att vara proaktiv, roll- och målstyrd, och välja viktiga saker framför brådskande saker, med hjälp av valfria av ovanstående verktyg.

Vissa författare betonar att man inte bör växla för snabbt mellan alltför många aktiviteter, för att undvika ställtid och informationsöverflöd. Av samma skäl är det viktigt att slutföra en påbörjad aktivitet och undvika att återkomma till samma delaktivitet, till exempel samma dokument, många gånger. Inom kognitiv beteendeterapi (KBT) förekommer tvärtom uppfattningen att växling mellan aktiviteter är ett sätt att träna sina färdigheter i tids- och uppmärksamhetshantering.